# Venedy
Venedy és una població dels Estats Units a l'estat d'Illinois. Segons el cens del 2000 tenia 137 habitants.

## Demografia
Segons el cens del 2000, Venedy tenia 137 habitants, 54 habitatges, i 40 famílies. La densitat de població era de 182,4 habitants/km².
Dels 54 habitatges en un 38,9% hi vivien nens de menys de 18 anys, en un 68,5% hi vivien parelles casades, en un 5,6% dones solteres, i en un 24,1% no eren unitats familiars. En el 24,1% dels habitatges hi vivien persones soles l'11,1% de les quals corresponia a persones de 65 anys o més que vivien soles. El nombre mitjà de persones vivint en cada habitatge era de 2,54 i el nombre mitjà de persones que vivien en cada família era de 3.
Per edats la població es repartia de la següent manera: un 25,5% tenia menys de 18 anys, un 6,6% entre 18 i 24, un 29,9% entre 25 i 44, un 23,4% de 45 a 60 i un 14,6% 65 anys o més.
L'edat mediana era de 41 anys. Per cada 100 dones de 18 o més anys hi havia 100 homes.
La renda mediana per habitatge era de 41.389 $ i la renda mediana per família de 42.222 $. Els homes tenien una renda mediana de 30.000 $ mentre que les dones 26.667 $. La renda per capita de la població era de 18.061 $. Aproximadament el 2,6% de les famílies i el 4,5% de la població estaven per davall del llindar de pobresa.

## Poblacions properes
El següent diagrama mostra les poblacions més properes.